# Муниципалитет округа Кейп-Вайнлендс
Муниципалитет округа Кейп-Вайнлейндс (африк. Kaapse Wynland-distriksmunisipaliteit, кос. uMasipala weSithili sase Cape Winelands) — муниципалитет округа, расположенный в географическом регионе Буланде, в Западно-Капской провинции ЮАР. На момент переписи (2011 год) численность населения в муниципалитете округа была 787490. Самыми большими городами являются Паарл, Вустер, Стелленбош и Веллингтон. Главным городом муниципалитета является Вустер.

## География
Площадь муниципалитета — 22289 квадратных километра. Климат средиземноморский, с жарким летом и холодной зимой. Является горным и территориально практически совпадает с географическим регионом Буланд, от африкан. Boland, буквально — высокая земля. В регионе также присутствуют плодородные просторные долины, в которых растут виноградники.

### Административно-территориальное деление
Муниципалитет округа Кейп-Вайнлендс разделен на пять местных муниципалитетов.
| Название           | Главный город | Население |
| ------------------ | ------------- | --------- |
| Витценбергский ММ  | Сирес         | 115946    |
| Дракенстейнский ММ | Паарл         | 251262    |
| Стелленбошский ММ  | Стелленбош    | 155733    |
| Бредеваллейский ММ | Вустер        | 166825    |
| Лангебергский ММ   | Аштон         | 97724     |

Муниципалитет округа Кейп-Вайнлендс граничит с муниципалитетом округа Намаква и Северо-Капской провинцией на севере, с муниципалитетами округов Централ-Кароо и Гарден-Рут на востоке, с Овербергом на юге, с Кейптауном на юго-востоке и с муниципалитетом округа Уэст-Кост на западе.87

## История
Муниципалитет округа Кейп Вайнлендс был образован на месте Вайнландского окружного света и Бридейского окружного совета в 2000 году как Муниципальный округ Буланда. В 2004 году название сменилось на Муниципальный округ Кейп-Вайнлендс.

## Население
Население МО — 787490 человек (перепись 2011 года).

### Расовый состав[2]
В муниципалитете округа преобладают цветные. Самой малочисленной расой являются азиаты и индийцы.
| Раса           | Численность | Процент от общего населения |
| -------------- | ----------- | --------------------------- |
| Цветные        | 489,189     | 62.12 %                     |
| Черные (банту) | 186,472     | 23.68 %                     |
| Белые          | 101,491     | 12.89 %                     |
| Другие         | 7,184       | 0.91 %                      |
| Индийцы или    | 3,153       | 0.40 %                      |

### Языковой состав
Самым популярным родным языком среди жителей муниципалитета является африкаанс. На этом языке разговаривают 74,77 % жителей. В муниципалитете также говорят на таких языках, как коса (16.6 %), английском (4.32 %), сесото (1.88 %), язык жестов (0.42 %), сетсвана (0.39 %), зулу (0.18 %), ндебеле (0.13 %), сепеди (0.09 %), тсонга (0.07 %), венда (0.06 %), свати (0.04 %). 1,06 % населения указали свой язык как «другой», а язык 27744 человек не был определен и не был учтен в переписи.